# Fort Johnson
Fort Johnson és una població dels Estats Units a l'estat de Nova York. Segons el cens del 2000 tenia 491 habitants.

## Demografia
Segons el cens del 2000, Fort Johnson tenia 491 habitants, 198 habitatges, i 139 famílies. La densitat de població era de 256,2 habitants/km².
Dels 198 habitatges en un 30,3% hi vivien nens de menys de 18 anys, en un 54,5% hi vivien parelles casades, en un 10,1% dones solteres, i en un 29,3% no eren unitats familiars. En el 24,2% dels habitatges hi vivien persones soles el 9,6% de les quals corresponia a persones de 65 anys o més que vivien soles. El nombre mitjà de persones vivint en cada habitatge era de 2,48 i el nombre mitjà de persones que vivien en cada família era de 2,89.
Per edats la població es repartia de la següent manera: un 22% tenia menys de 18 anys, un 6,7% entre 18 i 24, un 29,1% entre 25 i 44, un 25,5% de 45 a 60 i un 16,7% 65 anys o més.
L'edat mediana era de 40 anys. Per cada 100 dones de 18 o més anys hi havia 89,6 homes.
La renda mediana per habitatge era de 37.639 $ i la renda mediana per família de 44.750 $. Els homes tenien una renda mediana de 31.776 $ mentre que les dones 22.813 $. La renda per capita de la població era de 21.172 $. Entorn del 2,1% de les famílies i el 7,1% de la població estaven per davall del llindar de pobresa.